# François-Bernard Boyer-Fonfrède
François-Bernard Boyer-Fonfrède (né à Bordeaux en 1767 et mort à Bagnères-de-Bigorre le 28 avril 1845), est un industriel, financier et homme politique bordelais et toulousain. 
Issu d'une vieille famille d'armateurs bordelais, il est le frère du girondin Jean-Baptiste Boyer-Fonfrède, dont il partage les opinions politiques pendant la Révolution française. Exemple des premiers industriels français, il exploite entre 1791 et 1808 une manufacture de cotonnades à Toulouse, mais se livre aussi, entre cette ville, Bordeaux et Paris, à des opérations bancaires et d'autres activités commerciales.
Ruiné par les guerres napoléoniennes, il se consacre à partir de 1814 aux activités politiques, devenant l'une des figures du libéralisme politique de Toulouse, alors que la région devient un bastion du légitimisme royaliste. Avec son fils, Jean François-Bernard, et son neveu, Henri Fonfrède, il reste un personnage original pour ses positions politiques. Installé à Tarbes après 1827, il suit son fils, dans son projet de canal des Landes, avant de se retirer définitivement des affaires publiques.

## Biographie

### Les origines
François-Bernard Boyer-Fonfrède appartient à une importante famille de négociants de Bordeaux. Il est le fils de Pierre Fonfrède, seigneur de La Tour Blanche, et de Marie-Caroline Journu. La famille Boyer-Fonfrède possède plantations et esclaves dans la colonie de Saint-Domingue, et des navires qui font le commerce entre Bordeaux, les îles sucrières des Antilles et les villes hanséatiques. La famille Journu est également une grande famille de négociants, dont Bernard Journu-Auber et Antoine-Auguste Journu d’Artiguevieille, baron de Saint-Magne, sont les membres les plus en vue. Son grand frère, Jean-Baptiste Boyer-Fonfrède, né en 1760, a lui aussi suivi une formation de négociant. Mais, anti-esclavagiste et proche des milieux maçonniques, il devient membre du Musée de Bordeaux (une société savante ouverte aux idées de la Révolution) et de la loge maçonnique de l’Amitié en 1790. Il est même élu député à la Convention nationale en 1792.

### L'industriel toulousain
En mai 1791, François-Bernard Boyer-Fonfrède s'installe à Toulouse. Il propose à la municipalité de fonder une manufacture textile sur un terrain près du Bazacle et dans les locaux de deux couvents, fermés depuis la dispersion des congrégations religieuses et devenus biens nationaux en 1790, les Jacobins et la Daurade. La municipalité est enthousiasmée par le projet, qui prévoit d'employer 1 500 ouvriers. Boyer-Fonfrède se rend alors en Angleterre, à Manchester, où il se livre à un véritable espionnage industriel. Avant la fin de l'année 1791, il rentre malgré les dangers à Toulouse avec huit ouvriers anglais, des machines à tisser et des plans de machines. Il abandonne cependant derrière lui un ouvrier alsacien, Albert, qui lui avait facilité l'arrivée en Angleterre, et est arrêté au mois de décembre 1791, avant d'être condamné à cinq ans de prison et une amende de 500 livres sterling. 

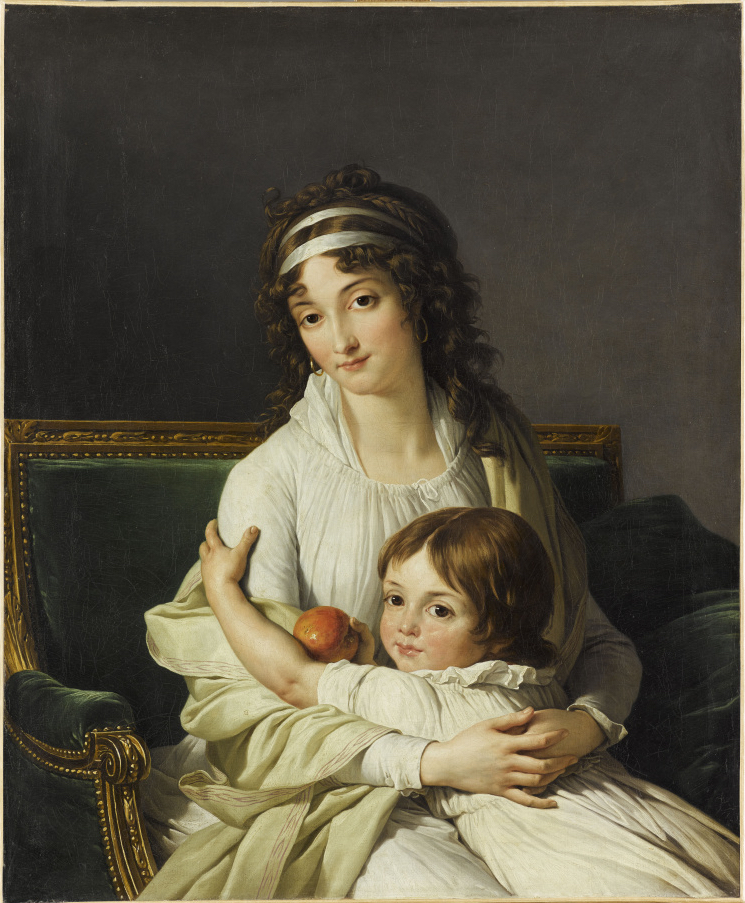
Madame Boyer-Fonfrède et son fils, par François-André Vincent (1796, Musée du Louvre).

En 1792, Boyer-Fonfrède épouse Marie-Anne Barrère (†1836). Cette même année, il aménage aussi sa manufacture aux Jacobins, à la Daurade et au Bazacle. Il emploie particulièrement les talents d'Isaac Gouldbroof, juif de Leeds qu'il a recruté à Manchester, et qui est chargé de construire les machines à tisser, mais aussi de former  les ouvriers toulousains. La manufacture possède déjà 14 métiers de tisserands aux Jacobins quand la déclaration de guerre à l'Espagne, en mars 1793, désorganise la jeune manufacture : Boyer-Fonfrède doit abandonner les Jacobins, transformés en hôpital militaire, les ouvriers anglais sont arrêtés et emprisonnés, puis il rencontre des difficultés à s'approvisionner en coton. Il entre en conflit avec les ouvriers, qui se plaignent du maximum général qui limite leurs salaires, tandis que certains partent s'établir dans d'autres villes – Bergerac, Pamiers, Pau – pour créer des établissements rivaux. Le 31 octobre 1793, son frère, Jean-Baptiste Boyer-Fonfrède, est exécuté à Paris avec les girondins. François-Bernard Boyer-Fonfrède a publiquement montré son hostilité aux montagnards et le soutien qu'il apporte à son frère. Une commission d'enquête est formée par la municipalité toulousaine pour enquêter sur la gestion de la manufacture. On lui reproche d'être un accapareur de biens et de soustraire à l'impôt : à Bordeaux, ses affaires sont vendues publiquement. 

À partir de 1795, les soucis de Boyer-Fonfrède s'éloignent et ses affaires s'améliorent avec la fin de la guerre espagnole et le soutien direct des autorités du Directoire, ayant obtenu l'appui de Paul Barras. À Bordeaux, il commence à se livrer à des activités de banque et d'agiotage : il spécule sur l'or et l'argent, mais aussi sur les vins et les eaux-de-vie. À Toulouse, les productions de la manufacture connaissent un grand succès : on y fabrique des pièces d'étoffes, des basins, des mousselinettes, imitées des productions anglaises. Il utilise un matériel perfectionné : machines à carder et machines à filer de type water frame, et même mule-jenny à partir de 1799. Il se fournit en coton des Antilles, du Brésil et de Géorgie, arrivé par les ports de Bordeaux, Marseille ou Lisbonne. Il vend sa production dans le sud de la France, mais surtout, pour les deux tiers, en Espagne. En 1799, il ouvre une « École gratuite d'industrie » dans les bâtiments de la Daurade. Il y loge et y emploie, 13 heures par jour, sans les rémunérer, 200 à 350 garçons et filles, âgés de 8 à 20 ans, venus de familles pauvres de tout le Midi toulousain. La même année, il crée à Montauban un atelier d'épluchage où il emploie une centaine de femmes. Il fournit également du travail aux femmes emprisonnées dans la prison Sainte-Ursule. 

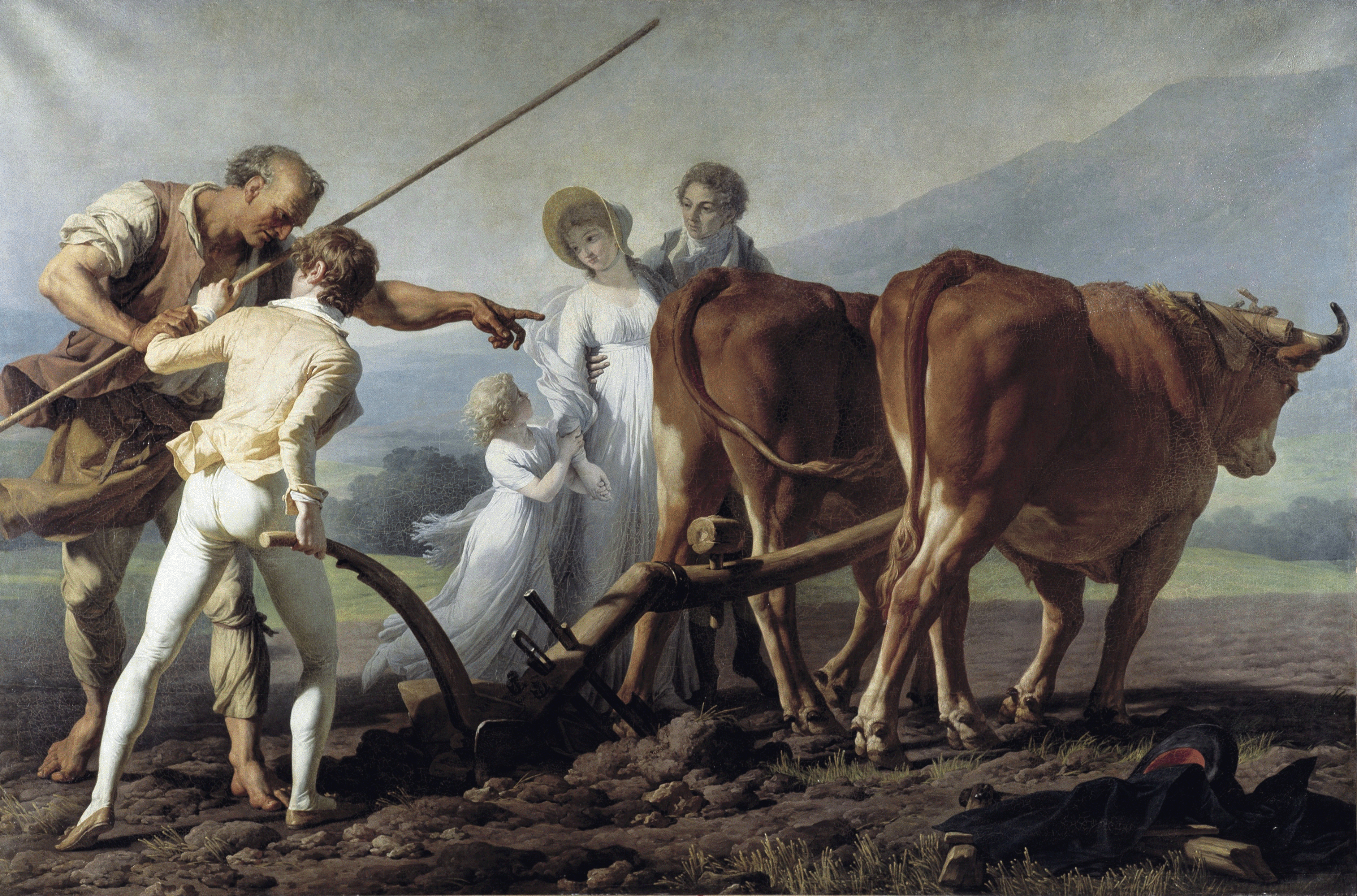
La Leçon de labourage, par François-André Vincent (1793-1798, Musée des beaux-arts de Bordeaux).

On retrouve également Boyer-Fonfrède à Paris, où il multiplie les opérations financières et fréquente les milieux de la banque parisiens. Il établit un comptoir où il se livre à des opérations de recouvrement et d'escompte, rue Sainte-Croix-d'Antin. En 1799, il fournit des fusils au ministère de la Guerre. Il spécule sur les biens des émigrés et d'Église, qu'il achète et revend successivement, comme l'ancienne propriété du marquis de Beuvron, François-Henri d'Harcourt, en Normandie. Au début du mois de juin 1800, il obtient un permis de blé. Le salon qu'il tient à Paris devient l'un des plus brillants de la capitale et, dans le projet d'établir une galerie de peinture, il encourage le peintre François-André Vincent, qui réalise deux portraits de famille – dont Madame Boyer-Fonfrède et son fils – et la Leçon de labourage. Il se lie avec le général Jean-Pierre Ramel et use de son influence pour le faire libérer après son arrestation lors du coup d'État du 18 fructidor. Durant l'été 1799, il fréquente le club du Manège. Mais dans le même temps, Boyer-Fonfrède subit plusieurs revers de fortune. Il est d'abord condamné, en mars 1800, à payer à l'État les bâtiments qu'il occupe à Toulouse pour sa manufacture. Il doit également verser d'importants dommages et intérêts au profit de son ancien ouvrier, Albert. Le 11 juin 1800, Boyer-Fonfrède, alors qu'il a contracté de lourdes dettes auprès de banquiers parisiens, Jordan, Regnaud de Saint-Jean d'Angély, Charles Geyler et Charles-Frédéric Hupais, il est poussé à déposer le bilan au greffe du tribunal de commerce de Paris. 
Boyer-Fonfrède revient à Toulouse où il reprend en main sa manufacture et où il multiplie à nouveau les projets industriels. En 1801, il renonce à la fabrication de tissus pour se consacrer seulement à la filature, puis il affecte une partie de la manufacture du Bazacle à un atelier de fabrication de tabac, sur le modèle des manufactures américaines. Il renonce cependant, voulant créer un moulin à blé moderne, mais il entre en conflit avec la puissante société des moulins du Bazacle, qui lui conteste son droit, et il doit à nouveau renoncer au projet. Les dettes qu'il a contractées à Paris sont reprises par deux banquiers, les frères Adam, qui font démonter les machines de la manufacture toulousaine et emporter les lits de l'École gratuite d'industrie en juillet 1804. Au mois d'octobre, ils obtiennent que Boyer-Fonfrède soit arrêté et emprisonné à Sainte-Pélagie. Il n'est libéré qu'à la fin du mois de janvier 1805. 
Boyer-Fonfrède est libre, mais à partir de 1806, la reprise et l'intensification de la guerre, contre la Troisième, puis la Quatrième Coalition, est fatale à la manufacture toulousaine. L'approvisionnement en matières premières se complique et les débouchés, particulièrement en Espagne, se raréfient. En 1807, Boyer-Fonfrède demande un prêt du gouvernement qui ouvre un crédit aux industriels en difficulté. Éconduit, alors que la guerre éclate en Espagne, il se résout à fermer la manufacture à la fin de l'année 1808.
En novembre 1809, son fils cadet, Jean François-Bernard, est nommé élève pensionnaire à Saint-Cyr. En 1809, il se consacre au ravitaillement des troupes françaises en Espagne. Au début de l'année 1810, il est en Catalogne, où il se livre en plus au commerce du coton et du sucre coloniaux entre Barcelone, Toulouse et Paris. À la fin de l'année 1811, et jusqu'en 1813, il se tourne vers la course. Il établit dans le port de Palamós une flottille de bateaux, arme trois corsaires, et transporte des denrées entre la France et Barcelone. Dans le même temps, il multiplie les opérations immobilières. Il achète et revend le château de Laréole, celui de Limeil, puis l'hôtel Dubarry. Malgré tout, ses affaires végètent et il doit vendre les bâtiments de la Daurade en 1812.

### L'engagement politique
En 1814, Boyer-Fonfrède s'engage publiquement dans le débat politique. Pendant la première Restauration de Louis XVIII, il publie trois brochures, particulièrement Des avantages d'une Constitution libérale, dans laquelle il défend des options libérales, qu'il pense équilibrées entre les dangers de la « démocratie » et de la « tyrannie ». Sur le modèle anglais, il réclame que la monarchie soit fondée non sur le droit héréditaire, mais sur une charte rédigée par une chambre des représentants du peuple. Il défend enfin une meilleure représentation des intérêts de l'industrie et du commerce. Signe des gages qu'il donne au nouveau régime, il se rapproche du duc de Luxembourg, Charles-Emmanuel de Montmorency, qui a obtenu la charge de capitaine de la 4e compagnie des gardes du corps du roi et prend comme aide-de-camp le fils cadet de Boyer-Fonfrède, François-Bernard dit Paul, destiné à Polytechnique avant 1814. 
Mais il est déçu par l'attitude de Louis XVIII et il rentre mécontent à Toulouse en janvier 1815. À la cérémonie du 21 janvier, en hommage à l'exécution de Louis XVI, le maire de la ville, Joseph de Malaret, réclame la punition des régicides, donc des familles de Boyer-Fonfrède et de son épouse. Alors que la ville est fermement tenue par les royalistes et particulièrement par des bandes de verdets qui font régner la terreur, il organise des réunions et des clubs clandestins. Durant les Cent-Jours, Boyer-Fonfrède se rallie à Napoléon et il s'engage avec son fils aîné dans la garde nationale. Depuis le mois d'avril, il écrit régulièrement au ministre de la Police de Napoléon, Joseph Fouché, à qui il sert d'informateur, dénonçant les personnages trop proches des royalistes, tel le commissaire extraordinaire Louis-Gustave de Pontécoulant. En mai 1815, il prend également la tête d'une société des Fédérés de Toulouse. Il réclame l'élimination des ennemis de Napoléon, organise une grande cérémonie en l'honneur de l'empereur le 18 juin. 
Après la nouvelle de la défaite de Waterloo, une semaine plus tard, il fait réprimer une manifestation royaliste par ses troupes de fédérés. Il tient la ville jusqu'au 17 juillet, date à laquelle la société des fédérés est dissoute. Boyer-Fonfrède est obligé de se cacher, tandis que son bureau de commerce est saccagé, ses domestiques et employés jetés en prison. Malgré la protection de Joseph Fouché, qui écrit au nouveau préfet, Charles de Rémusat, Boyer-Fonfrède est arrêté le 6 août et emprisonné dans les prisons du Capitole. Il est libéré en septembre, mais à nouveau incarcéré en octobre et transféré à Agen sur ordre du nouveau ministre de la Police, Élie Decazes. Malgré la loi d'amnistie, il n'est libéré qu'en mars 1816, alors que sa femme vient de le faire condamner au paiement des reprises dotales. Il prend le chemin de l'exil, en Suisse, avec son fils et sa maîtresse, mais il est arrêté à Lyon à la demande de ses créanciers, et ramené en résidence surveillée à La Rochelle. Les scellés sont apposés sur ses biens et sa faillite judiciaire est prononcée en juin 1816. Il rejoint ensuite Bordeaux, puis, en mars 1817, il est revenu à Toulouse.
Au mois d'août 1817, il retourne en prison, cette fois pour dettes. Dans le même temps, une communauté de religieuses prend possession de son hôtel. Rapidement libéré, il reste un opposant féroce aux royalistes toulousains. En janvier 1819, il bénéficie du renvoi du préfet Saint-Chamant, compromis pour s'être opposé au ministre de la Police, devenu de facto le premier ministre, Élie Decazes. Dans le même temps, son neveu, Henri Fonfrède, fonde la Tribune de la Gironde sous l'égide de Benjamin Constant. En janvier 1819, devant la menace d'un nouveau procès pour banqueroute frauduleuse, il préfère abandonner tous ses biens à ses créanciers. Son fils aîné fait sa licence en droit à Strasbourg, avant de rentrer à Bordeaux ouvrir un cabinet d'avocat. En 1821, la manufacture du Bazacle est vendue aux enchères et rachetée par les Contributions indirectes.
Entre 1820 et 1824, en plein Triennat libéral, Boyer-Fonfrède se rend plusieurs fois en Espagne. Proche des libéraux espagnols et de Claude-François Cugnet de Montarlot, ami du général Rafael del Riego, il fréquente la Fontana de Oro, un café proche de la Puerta del Sol, à Madrid. Il est même soupçonné d'être l'agent des libéraux français exilés en Espagne. Lorsque Louis XVIII envoie en avril 1823 un corps d'armée français, les Cent mille fils de Saint Louis, à laquelle participe d'ailleurs son fils cadet, Paul, pour réprimer l'expérience libérale espagnole, Boyer-Fonfrède passe à nouveau les Pyrénées, sans qu'on sache ce qu'il y fait.

### Les derniers projets
En 1827, Boyer-Fonfrède quitte définitivement Toulouse pour Tarbes. Il se rend ensuite à Bordeaux, où ses anciens créanciers lui rendent une partie de l'argent et la Leçon de labourage, qu'il expose avant que la municipalité ne la lui achète en juin 1828. Il devient président du Cercle du commerce de la ville. 
Le 30 juillet 1830, le neveu de Boyer-Fonfrède, Henri, participe aux événements de la Révolution et se lie d'amitié avec le général Jean Maximilien Lamarque. À Tarbes, Boyer-Fonfrède se lie avec Charles Colomès de Juillan, candidat libéral aux élections de 1831. Malgré la victoire des libéraux à Toulouse, parmi lesquels un ancien collègue de Boyer-Fonfrède, Pierre Amilhau, l'agitation légitimiste fait craindre un renversement du régime orléaniste. Boyer-Fonfrède reprend la plume en faveur des libéraux. 
En 1832, son fils Jean-François Bernard, marié à La Teste-de-Buch et chargé de représenter les intérêts de plusieurs communes auprès de l'administration de la Gironde, lui propose de s'engager dans le percement d'un canal des Landes entre Arcachon et Bayonne. En août 1833, la société est constituée à Paris et Boyer-Fonfrède visite les terrains du futur canal avec Sosthènes de La Rochefoucauld, un des principaux actionnaires de la société. En mai 1834, la Chambre des députés et la Chambre des pairs votent une loi de concession du canal. L'année suivante, les travaux ont commencé : sont aménagés une ville nouvelle, Doudeauville, une gare maritime, Port La Rochefoucauld, et un chenal est creusé entre le bassin d'Arcachon et les étangs de Cazaux, de Parentis et d'Aureilhan. Ces travaux poussent la banque Rothschild à investir dans la construction d'une ligne de chemin de fer entre Bordeaux et La Teste, la plus longue de l'époque. Mais en 1837, Jean-François Bernard, pris dans plusieurs procès par des propriétaires voisins du canal, est poussé à la démission, tandis que le canal est achevé en 1840. 
Boyer-Fonfrède se retire à Bagnères-de-Luchon, qui devient une station à la mode. À la mort de sa femme, Marie-Anne Barrère, les deux fils se liguent contre lui, réclamant leur part de l'héritage. Le procès est une humiliation pour tous les participants. L'année suivante, Boyer-Fonfrède épouse sa maîtresse, Alexandrine Brunet. Il meurt à Bagnères-de-Luchon le 28 avril 1845, à 78 ans.

## Hommage
La rue Boyer-Fonfrède à Toulouse, à proximité de l'église de la Daurade et de son ancienne manufacture des Tabacs, porte son nom. 